# Maceda - Praia da Vieira
Maceda - Praia da Vieira este o arie protejată (sit de importanță comunitară — SCI) din Portugalia întinsă pe o suprafață de 502.637 ha, integral marine.

## Localizare
Centrul sitului Maceda - Praia da Vieira este situat la coordonatele 40°29′35″N 9°00′53″W / 40.493°N 9.0146°V.

## Înființare
Situl Maceda - Praia da Vieira a fost declarat sit de importanță comunitară în baza directivei 92/43 din 1992 referitoare la conservarea habitatelor naturale și a faunei și florei sălbatice pentru a proteja 6 specii de animale.

## Biodiversitate
Situată în ecoregiunea marină Atlantică, aria protejată conține 2 habitate naturale: Bancuri de nisip acoperite în permanență slab de apă marină, Recifuri.
La baza desemnării sitului se află mai multe specii protejate:
- mamifere (2): marsuin (Phocoena phocoena), delfin mare (Tursiops truncatus)
- pești (3): Alosa alosa, Alosa fallax, Petromyzon marinus
- reptile (1): Caretta caretta

Pe lângă speciile protejate, pe teritoriul sitului au mai fost identificate 6 specii de mamifere, 1 specie de reptile.